# Chloé Bourgeois
 (mai 2025).
Si vous disposez d'ouvrages ou d'articles de référence ou si vous connaissez des sites web de qualité traitant du thème abordé ici, merci de compléter l'article en donnant les références utiles à sa vérifiabilité et en les liant à la section « Notes et références ».
Chloé Bourgeois est une actrice québécoise.

## Biographie
Chloé Bourgeois a été révélée en 2008 dans le premier long-métrage de Yves Christian Fournier Tout est parfait, présenté en première mondiale à la Berlinale.
Autodidacte, cette actrice au parcours atypique avait été repérée dans le documentaire ADX-N sur les jeunes et l’éducation où elle racontait ses propres difficultés. Elle se destinait alors à l’étude de la mécanique automobile.
En 2013, dans Diego Star de Frédérick Pelletier, elle interprète Fanny, une jeune mère monoparentale qui voit sa vie bouleversée lorsqu'elle accepte de loger temporairement un marin ivoirien. Son jeu, salué par la critique, lui vaut une nomination comme meilleure comédienne lors de la 16e soirée des prix Jutra du cinéma québécois.

## Filmographie

### Longs métrages
- 2008 : Tout est parfait d'Yves Christian Fournier : Mia
- 2013 : Diego Star de Frédérick Pelletier : Fanny

### Courts métrages
- 2012 - Baby Blues (Pascal Plante)

## Distinctions
- 2013: Nommée pour le Jutra de la meilleure actrice pour le rôle de Fanny dans Diego Star.